# Thamnolia subuliformis
Thamnolia subuliformis är en lavart som först beskrevs av Jakob Friedrich Ehrhart, och fick sitt nu gällande namn av William Louis Culberson. Thamnolia subuliformis ingår i släktet Thamnolia och familjen Icmadophilaceae.   Inga underarter finns listade i Catalogue of Life.